# Lommepenge
Lommepenge er et mindre beløb, der bruges til småudgifter, navnlig fornøjelser. Lommepenge er især penge, som et barn får af sine forældre til eget brug.
Eksempel:
Børn laver gerninger i hjemmet og får 100,- kr om ugen.

## Reference
1. ↑  lommepenge - ODS